# Blue Jeans (canção do Sqeezer)
"Blue Jeans" é uma canção do grupo alemão de dance-pop Sqeezer, que foi lançado em 1996 como segundo single do grupo e de seu álbum, Drop Your Pants, que também foi lançado nesse mesmo ano. A canção foi muito bem-sucedida, tendo alcançado o top 30 na Alemanha, Áustria, Espanha e República Checa, enquanto no Eurochart Hot 100, ela atingiu a posição de número 81.

## Lista de Faixas
- Europe (Der Hit Mit Dem >>Drop Your Pants<<) CD-Maxi

1. "Blue Jeans" (Radio-/Video Hit-Single) – 3:48
2. "Blue Jeans" (Dance-Radio Single) – 3:59
3. "Blue Jeans" (Drop Your Pants Mix) – 5:25
4. "Blue Jeans" (Hot Pants Maxi Mix) – 7:04
5. "Blue Jeans" (Ola Ela Mix) – 5:17

- Germany (Drop Your Pants) (Summer Party Mix) CD-maxi

1. "Blue Jeans" (New Radio Single) – 3:48
2. "Blue Jeans" (Speedy Vespa Jeans Single) – 3:59
3. "Blue Jeans" (Drop Your Pants Mix) – 7:55
4. "Blue Jeans" (European Blue Jeans) – 5:31

### Vinyl 12"
- Germany

1. "Blue Jeans" (Drop Your Pants House-Mix) – 7:55
2. "Blue Jeans" (New Radio Single) – 3:48
3. "Blue Jeans" (European Blue Jeans) – 5:31
4. "Blue Jeans" (Speedy Vespa Jeans Single) – 3:59

- Europe (New French Hit Version) CD-maxi

1. "Blue Jeans" (Franzosische Radio Version) – 3:48
2. "Blue Jeans" (Dance-Radio Single) – 3:59

- Spain

1. "Blue Jeans" (Radio-/Video Hit-Single) – 3:48
2. "Blue Jeans" (Dance-Radio Single) – 3:59
3. "Blue Jeans" (European Blue Jeans) – 5:31
4. "Blue Jeans" (Drop Your Pants Mix) – 5:25
5. "Blue Jeans" (Ola Ela Mix) – 5:17

- Spain

1. "Blue Jeans" (European Blue Jeans) – 5:31
2. "Blue Jeans" (Drop Your Pants Mix) – 5:25

## Desempenho nas paradas musicais
| Parada musical (1996)                       | Melhor posição |
| ------------------------------------------- | -------------- |
| Áustria - (Ö3 Austria Top 40)               | 28             |
| União Europeia - (European Hot 100)         | 81             |
| Alemanha - (Media Control Charts)           | 16             |
| Espanha - (Productores de Música de España) | 11             |